# René Guyot
René Guyot (nacido en 1881 - ¿?) fue un tirador francés que compitió en el siglo XIX y siglo XX. Él participó en los Juegos Olímpicos de París 1900 y ganó la medalla de plata en la competencia de foso olímpico. No obstante, el francés Roger de Barbarin ganó la medalla de oro.